# Аскарова, Таджихон
Таджихон Аскарова — советский политический деятель, депутат Верховного Совета СССР 1-го созыва (1938—1946), депутат Верховного Совета СССР 2-го созыва (1946—1950)

## Биография
Хлопкороб, участница Всесоюзной сельскохозяйственной выставки, звеньевая колхоза имени Сталина, звеньевая колхоза «Кзыл Шахматчи» Наманганского района, заместитель председателя Наманганского горсовета.

### Политическая деятельность
Была избрана депутатом Верховного Совета СССР 1-го созыва от Узбекской ССР в Совет Союза в результате выборов 12 декабря 1937 года, депутатом Верховного Совета СССР 2-го созыва от Узбекской ССР в Совет Союза в результате выборов 12 февраля 1946 года